# Elachisoma aterrimum
Elachisoma aterrimum är en tvåvingeart som först beskrevs av Alexander Henry Haliday 1833.  Elachisoma aterrimum ingår i släktet Elachisoma och familjen hoppflugor. Arten är reproducerande i Sverige. Inga underarter finns listade i Catalogue of Life.